# いかに木を殺すか
『いかに木を殺すか』（いかにきをころすか）は大江健三郎の短編小説集である。1984年文藝春秋より刊行された。

## 概要
『同時代ゲーム』と対をなすものとして構想され『女族長とトリックスター』というタイトルで執筆された長編の草稿を切り分けて中編、短編としたものを集めた作品集である。大江は『同時代ゲーム』の補注の位置付けであるとしている。
また、単行本刊行時の帯には以下のコピーと著者の言葉がある。
「想像力の巨翼を駆って構築する絢爛たる小説宇宙！／四国の森のなかの谷間を舞台に、神話的伝承に支えられて森を防衛する勇敢な女たち。グロテスクな性、滑稽な性の饗宴と笑いにはじまり、優しさの極みに至る大江文学の傑作！」
「「現代的でかつ芸術的」という批評が、若く出発した僕の短篇への励ましだった。いましめくくりの時のはじめに、八つの短篇を書いて、そこに映る自分を見る。切実な時代の影に、個の生の苦渋のあとは見まがいがたいが、ユーモアの微光もまんべんなくある。思いがけないのは、女性的なものの力の色濃さだった。遠い幼年時の自分と、それほど遠くないはずの死、また「再生」を思う自分を結んでいる。知的な経験と、森のなかの谷間の神話を、懐かしく媒介しているのも女性的なものだ。大江健三郎」

## あらすじ
- 揚げソーセージの食べ方（「世界」岩波書店／1984年1月1日）

壮年の作家の僕はカリフォルニア大学バークレイ校に客員研究員として滞在している。（注:1983年、大江は実際にに研究員として滞在している）教員宿舎で即席麺の食事をしながら、ふと故郷の森の谷間の村の兵衛伯父さんに関する記憶を回想する。兵衛伯父さんは村の寺の跡取りだった。中学生にして『南伝大蔵経』を精読していた兵衛伯父さんは仏教系の大学ではなく早稲田大学の理工学部に進学して、その後村に戻った。兵衛伯父さんは自然科学と仏教の統合を考えているという。「頭が良すぎる」ために奇行を繰り返し村で孤立していた兵衛伯父さんは、遂には村をでて山羊を引き連れて東京に説教に出向く。新宿でフーテン相手に説教しようと試みるも相手にされず、浮浪者然とした暮らしをしていた兵衛伯父さんは最終的には親族によって村に連れ帰られて亡くなる。僕は自分の即席麺の咀嚼の仕方から、ある日新宿で遠巻きに見た、揚げソーセージを食べる兵衛伯父さんの記憶を喚起されたのだった。
- グルート島のレントゲン画法（「新潮」新潮社／1984年1月1日）

高校生の娘と英語学習のディベートの話をしている流れのなかで、僕が若い頃にオーストラリアのアデレードで開催された芸術祭に参加した時の記憶が蘇る。（注:1968年の大江は実際にアデレード芸術祭に参加している）芸術祭では語学の力不足で上手く議論ができずに恥をかく。芸術祭が終わったあと若い外交官で通訳をしてくれるグラノフスキー君と彼の元恋人の駐豪日本大使の娘でエロティックなナオミさんとグルート島のアボリジニー居住区に小旅行をする。手続きがいい加減であったため見学しようとしていた施設では門前払いをされるが、土産にアボリジニーのレントゲン画法で装飾されたトーテム・ポールのような人頭の木の棒を手に入れる。僕はアボリジニーの神話から「永遠の夢の時（ジ・エターナル・ドリームタイム）」という生涯の主題を見つける。
- 見せるだけの拷問（「群像」講談社／1984年3月1日）

バークレイで、僕は若い研究者の中根君から彼のPh.D 論文のために、論文中で分析するための小説を書いてくれと要求される。彼から示された小説のタイトルは「酔って・笑いながら・昂奮して」というもので、そのタイトルについて僕には覚えがあった。僕は昔、学生作家時代に映画プロデューサーから仕事部屋を提供されていた。仕事部屋のある洋館に米軍基地の通訳で僕より若干年長のマーサンという女性が居住していた。僕とマーサンは一度「酔って・笑いながら・昂奮して」性交したことがあった。その際彼女は大量に出血した。僕は彼女を性の古強者と誤解していたが彼女は処女であった。後年『個人的な体験』を書いた僕をマーサンが訪ねてくる。作中人物の火見子のモデルとなったモデル料代わりに、移住しようと考えているアメリカ西海岸への航空券代を出して欲しいといわれて僕は恥入りながら了承した。バークレイのコンミューンで僕は初老のマーサンと再会する。彼女は上品に歳を重ねていた。
- メヒコの大抜け穴（「文學界」文藝春秋／1984年5月1日）

『「雨の木」を聴く女たち』で戯画的に描かれた日本文学研究者カルロス・ネルヴォはバークレイ校で博士号を取ってほどなく「躰じゅうの骨がポキポキ折れるような」骨癌で亡くなった。僕はメキシコ滞在時にカルロスに請われて『同時代ゲーム』の廃棄稿とゲラ・コピイを引き渡していた。カルロスはそれらを素材に編集・書き換えして偽版『同時代ゲーム』をスペイン語で執筆する予定だった。カルロスが残した草稿をカルロスの最後の情人だという女性アリシアが売りにくる。僕は買い取った草稿を読む。僕が子供時代に大熱をだして寝込み死にかけたエピソードをもとにしてカルロスは次の物語を作り出していた。大熱を出して死んだ僕の魂は「オオオマンコの道」を通って一旦、谷間の森の木の根方に戻る。その魂は母親の「──大丈夫、大丈夫、死んでも惧れることはない、すぐにもう一度、あなたを生んであげられるよ！」との掛け声に励まされ「メヒコの大抜け穴」をグライダー滑空して生れ出て、メキシコのマリナルコにカルロス・ネルヴォとして再生する。僕は麦酒を飲みながらこのプロット読み「──カルロス、なかなかやるじゃないか！」と心の中で快哉を叫ぶ。
- もうひとり和泉式部が生れた日（「海」中央公論社／1984年5月1日）

僕の少年時代、戦争の終わり頃、森の谷間の村に都会から多くの女性が疎開して帰還してくる。その中には花伯母さんもいた。僕は花伯母さんから「シキブサン」の「歌のカケハシ」を口誦で習う。ある日、学校の女先生が高校生向けの国文の授業の準備として黒板に和歌を板書している。板書では、花伯母さんから教えられた「歌のカケハシ」に、例えば「谷の底にも住まなくに！」には「花咲かぬ谷の底にも住まなくに深くもものをおもふ春かな」などと余計な言葉が付け足されている。僕は余計な部分をチョークで消す。これがばれて僕は怒られたうえ、反論に出向いた花伯母さんと母も和泉式部を「シキブサン」などと呼ぶのは無教養で無恥だとあしらわれる。ある日、女先生が三島神社で全裸で舞い踊る奇態な行動におよび、村は騒然となり祭のようになる。翌日、女先生はトラックにのせられて村を去る。これは花伯母さんと母がお庚申様のお堂で祈祷した神事であった。僕は夢のような記憶として、その神事の夜に花伯母さんと母が女先生と甘酒を飲み交わし朗らかに出来事について話し合うを情景を憶えている。
- その山羊を野に（「新潮」新潮社／1984年8月1日）

森の谷間の村に疎開してきた女性たちのなかに蜜枝アネサマがいた。婀娜っぽい蜜枝アネサマが僕の家の川向の飯場の小屋に住み始めると、村の若い衆が次々に小屋を訪れるようになった。蜜枝アネサマは誰も拒むことなく性の相手をするという。ある時、蜜枝アネサマは後に「元禄花見踊り」と嘲弄されることになる派手な衣装を着て、男衆を引き連れて森の中で野点を行った。その際に村の助役がもってきた携帯用の焜炉が爆発し小火が起きる。村の住人にとって命に等しい大事な森の消失は免れたが、責任を感じた助役は縊死する。同じ時期に無花果の実を取ろうとした子供達三人が落下し大怪我を負う。蜜枝アネサマに「厄」を背負わせて村から追放することになる。僕がリヤカーを引いて村を出ていく蜜枝アネサマのお供をすることになる。お供の夜、僕は蜜枝アネサマと焚き火を囲んでコンビーフをのせた弁当食べ、当時興味をもっていた天文学の話をする。翌日、隣町に到着して僕はつつがなく勤めを果たした。
- 「罪のゆるし」のあお草（「群像」講談社／1984年9月1日）

長男で知的障害ある息子ヒカリが二十歳になった機会に、僕は家族全員で、森の谷間の村に暮らす母親のもとに帰省する。僕は戦時中の少年時代の出来事を回想する。少年時代に父親が突然死するという出来事があった。父の死に罪障感をもった僕は、森の中の大きな力、「壊す人」の呼びかけに導かれて「神誘い」として森の中に分け入っていく。食料として三日分の麦焦がしを持った僕は山仕事の小屋に滞在して「鞘」と呼ばれる場所の谷川でアメノウオを捕らえる。そこに谷間の村の高みにある「在」の女性が訪ねてくる。彼女の屋敷に導かれた僕は、ドンブリに山盛りの飯を食べさせられ、女性の装束を着せられて南方で戦死したとされる息子の本当の状況を千里眼で確認することになる。そこで視覚異常がおきて僕は意識を無くす。その後、僕が谷川で沢蟹を喰っているところを母親と消防団員に発見される。高熱で譫妄状態にある僕はフウロの仲間の「ゆるし草」を煎じて飲まされる。それを飲んで睡りつづける間に父親の死をめぐる罪障感を癒される。物語冒頭の家族での帰郷の翌年、福祉作業所の就労を控えたヒカリは一人で祖母に会いに行き土産にその「あお草」を持ち帰ってくる。
- いかに木を殺すか（「新潮」新潮社／1984年11月1日）

戦争末期、松根掘りをしていた予科練の若者三人が、僕の故郷の村の森の奥に逃げ込んだ。その中の一人は谷間の村の「在」の若者タッチャンであった。タッチャンに土地勘があること、また村の住人で組織された山狩り隊が身を入れて捜索にあたらなかったことから三人の若者は捕まらない。業を煮やした憲兵は他の町村の人間を村に連れてきて新しい山狩り隊を組織する。新しい山狩り隊は樹木を伐りはじめる。この伐採により火止めをつくり森に火を放つことが計画されている。森の危機を察したオーバら村の女たちは、戦争以来使用されていなかった木蝋倉庫の「世界舞台」を改修して、憲兵や山狩り隊を招いて、女性だけで演じる「木が人を殺す芝居」を上演する。どういう力が働いたのか山狩りは中止されそのまま終戦を迎える。作家になった僕はこの一連の出来事をシカゴ大学で出会った日系の日本史研究者に話して解釈を聞く。研究者夫人から彼女が所蔵していたハワイの樹木保護に関するHow to kill a tree.というタイトルの写真集を贈られる。

## 時評
作品発表時の時評として主なものに以下のものがある。
- 青野聰・黒井千次・菅野昭正「創作合評『見せるだけの拷問』」
- 加藤典洋「大江健三郎『いかに木を殺すか』」『群像』1985年3月号
- 中野孝次「魂のしずまりの谷間『いかに木を殺すか』大江健三郎」『新潮』1985年3月号
- 津島佑子「『東京』と『女性』についてー大江健三郎『いかに木を殺すか』」『文學界』1985年4月号